# Мейген-Мару
Мейген-Мару — транспортне судно, яке під час Другої світової війни брало участь у операціях японських збройних сил на Тихому океані. 
Судно спорудили в 1920 році на верфі Asano Zosensho у Цурумі для компанії Taisho Kaiun. З 1924-го новим власником стала Meiji Shipping. 
З початком Другої японо-китайської війни «Мейген-Мару» задіяли у операціях японських збройних сил, при цьому сспершу воно було зафрахтоване, а з вересня 1938-го реквізоване Імперською армією). В червні 1940-го судно повернули власникам.
В жовтні 1941-му «Мейген-Мару» повторно реквізували для потреб Імперської армії Японії. 13 грудня «Мейген-Мару» разом зі ще 7 суднами вийшло із в'єтнамського порту Камрань, маючи на борту підрозділи 5-ї піхотної дивізії. Під вечір 16 грудня судна почали розвантаження в сіамському порту Паттані на східному узбережжі півострова Малакка, за декілька десятків кілометрів від кордонів британської Малаї (можливо відзначити, що перші війська японці десантували на півострів Малакка ще 8 грудня).
9 лютого 1942-го «Мейген-Мару» та ще 13 суден вийшли з в'єтнамської бухти Камрань та попрямували до Палембангу (центр нафтової промисловості на Суматрі). На переході конвой атакували шість літаків, які потопили одне судно та пошкодили кілька інших. Втім, «Мейген-Мару» не постраждало, а 16 лютого конвой здійснив висадку в Палембанзі. 27 лютого – 3 березня судно прослідувало з Палембангу до Сінгапуру.
Станом на березень 1943-го «Мейген-Мару» також перебувало у Нідерландській Ост-Індії. 22 березня воно вийшло з Сурабаї (головна база на сході острова Ява) в конвої на Амбон (південна частина Молуккського архіпелагу). Втім, вже за кілька десятків кілометрів від Сурабаї американський підводний човен USS Gudgeon випустив по судну дві торпеди. Одна з торпед потрапила у ціль та потопила «Мейген-Мару», загинуло 8 членів екіпажу.